# Ibn Sayyar al-Warraq
Pour les articles homonymes, voir Kitab al-Tabikh.
Abu Muhammad al-Muthaffar ibn Nasr ibn Sayyar al-Warraq (arabe : أبو محمد المظفر بن نصر ابن سيار الوراق) est un auteur arabe né au IXe siècle qui habitait Bagdad sous les premiers sultanats buyides chiites de la dynastie abbasside. Il est le compilateur d'un livre de cuisine daté de 940 par recoupement avec les califes cités, au titre abrégé de Kitab al-Ṭabīḫ (en arabe : كتاب الطبيخ, Le Livre des Plats). Il s'agit du plus ancien livre de cuisine arabe conservé. Il contient plus de 600 recettes et est divisé en 132 chapitres.

## L'auteur
al-Warrâq signifie « le libraire » il avait peut être une activité de scribe ou de copiste. Ibn Sayyar suggère une ascendance aristocratique, il descendrait d'un gouverneur du Khorasan au VIIe siècle, « ce qui pourrait expliquer son accès aux collections de recettes califales et d'autres à la cour de Bagdad ».
L'auteur a lu les ouvrages de médecine, de diététique et de cuisine de son temps, il apporte la plus grande attention à l'hygiène, et rapporte des recettes du célèbre gastronome Abû Ishâq Ibrâhîm Ibn al-Mahdi, auteur du premier livre de cuisine arabe aujourd'hui perdu,. Il écrit dans son introduction : « j'ai réalisé pour toi après avoir consulté les livres des philosophes anciens et les récits des sages, un livre honnête, complet et élégant, comprenant les bienfaits des aliments pour le corps et les actions préventives pour la santé. Il comprend tous les rôtis, plats cuisiné de viande,... entrées froides de volailles et de poissons d'eau douce ».

## Le livre
Le titre du livre est كتاب الطبيخ وإصلاح الاغذية الماكولات وطيبة الاطعمة المصنوعاتمما استخرج من كتب الطب والفاظ الطهاة وأهل اللبتأليفاقّار الور َّر إبن نصر إبن سي َّ أبي محمد المظف (kitab al tabikh wa'iislah alaghadhiat almakulat watiba alatiemat almasnueatumuma astukhrij min kutub altibi walfaz altuhaat wa'ahl allbtalyfaqqar alwr ar 'iibin nasr 'iibn si a 'abi muhamad almazf) Le livre de cuisine pour la préparation d'aliments sains et de plats délicieux d'après les livres médicaux et les recettes données par des cuisiniers compétents et des sages. L'édition moderne a été établie et traduite en anglais en 2007 à partir de trois manuscrits qui se trouvent à Oxford, à Bibliothèque de l'Université d'Helsinki et au Sérail de Topkapi d'Istanbul par Nawal Nasrallah.

## La cuisine califale du

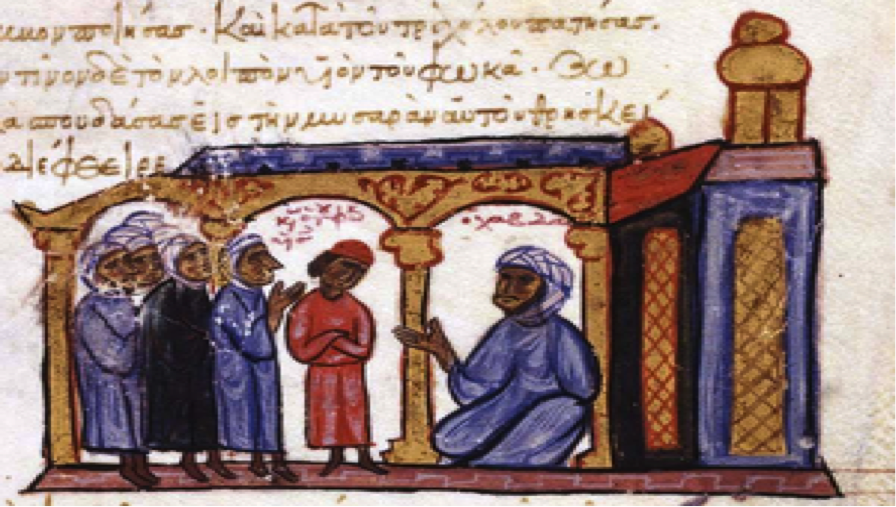
Sayf al-Dawla et sa cour, possible commanditaire du Kitab al-Ṭabīḫ.

## La cuisine califale duIXeetXesiècles

### Une haute gastronomie
85% du texte est un recueil de recettes de cuisine, y compris pâtisseries, confiseries et boissons (dont les vins blancs, rouge, jaune), le reste traite du matériel nécessaire, des aromates, du régime alimentaire des personnes âgées et les jeunes enfants. La mise en perspective médicale est avec la théorie des humeurs de la médecine hippocratique et galénique. L'auteur donne aussi des poèmes, des considérations sur les manières de table et le dressage des services. Dix des poèmes cités sont de Kusàÿim (mort en 971) qu'il dit connaitre personnellement, ce poète moderniste qui vivait à la cour de Sayf al-Dawla dont il était l'astrologue. C'est pourquoi l'Emir Hamdanida Saif al-Dawla al-Hamdani (916-Alep 967), fondateur de la branche syrienne de la dynastie chiite Hamdanide, est supposé être le commanditaire de l'ouvrage par un exégète.
Sabah El Herch Moumni (2017) décrit le livre comme « donnant les caractéristiques de la haute cuisine de la cour abbasside, qui reflète en partie la tradition perses de l'empire sassanide, les préoccupations gustatives et culinaires de l'aristocratie de son temps. Il constituent un manuel du parfait gourmet, à qui les plats préférés des califes sont offerts comme modèles de consommation de luxe ».

### Une cuisine sous influence antique, perse et orientale
Lilia Zaouali remarque que le livre ne contient aucune recette d'Andalousie omeyyade ni maghrébine, « l'Orient abbasside est résolument tourné vers l'est » dit-elle. Les influences sont: la cuisine romaine de l'antiquité (mûrri, sauces douces-acides), la cuisine perse (les dakbiryân, viande à la vapeur et riz dans le bouillon, les bârida, entrées froides raffinées assaisonnées de sauces froides) et abondance des plats sucrés, cuisine d'Asie centrale (fruits secs, melons, courges), la cuisine arabe (les tharîd), les légumes indiens dont la très présente aubergine.

### Les bases de la cuisine arabe médiévale

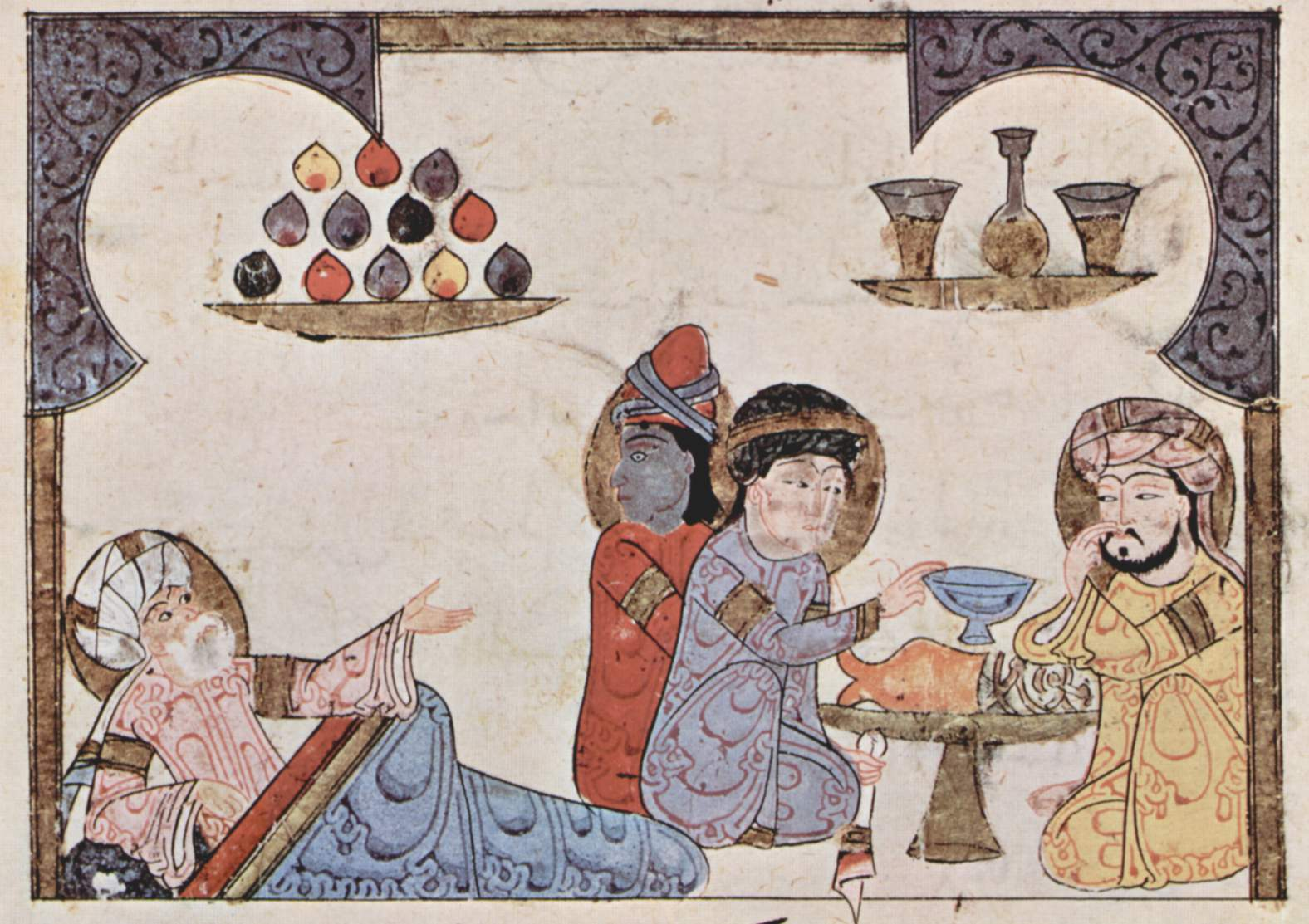
Feu Ibn Butlân (1001-1066) veille au repas des médecins. 1273, Syrie. A125 Pinacoteca Ambrosiana

« Les saveurs vont du vinaigre au sucre blanc, des noix, à l'eau de rose, aux épices indiennes et chinoises, aux vins doux de raisin ou de datte, c'était un âge d'abondance et d'ostentation mais aussi en quête de gouts nouveaux et surprenants et enfin de codification des manières de table et des règles diététiques » écrit Lilia Zaouali.

#### Hygiénisme
Ibn Sayyar al-Warraq inventorie les aliments avec leurs propriétés nutritives; il détaille comment entretenir (nettoyer, frotter, etc.) les ustensiles de cuisine, des pots de cuisson, l'importance pour le cuisinier d'avoir des mains propres, etc. Ce souci de l'hygiène et des liens entre nourriture et santé (les équilibres sucre-acide, salé-gras évoquent les équilibres des humeurs en médecine, les humeurs régissent la santé et le tempérament de l'homme, les propriétés curatives de la nourriture consistent à équilibrer et ajuster les problèmes humoraux) vont se perpétuer dans la cuisine arabo-musulmane médiévale. Il faut se souvenir aussi que la main droite portait la nourriture à la bouche, on lave les mains avant et après le repas avec des savons spéciaux, on évite de les maculer de sauce, etc.

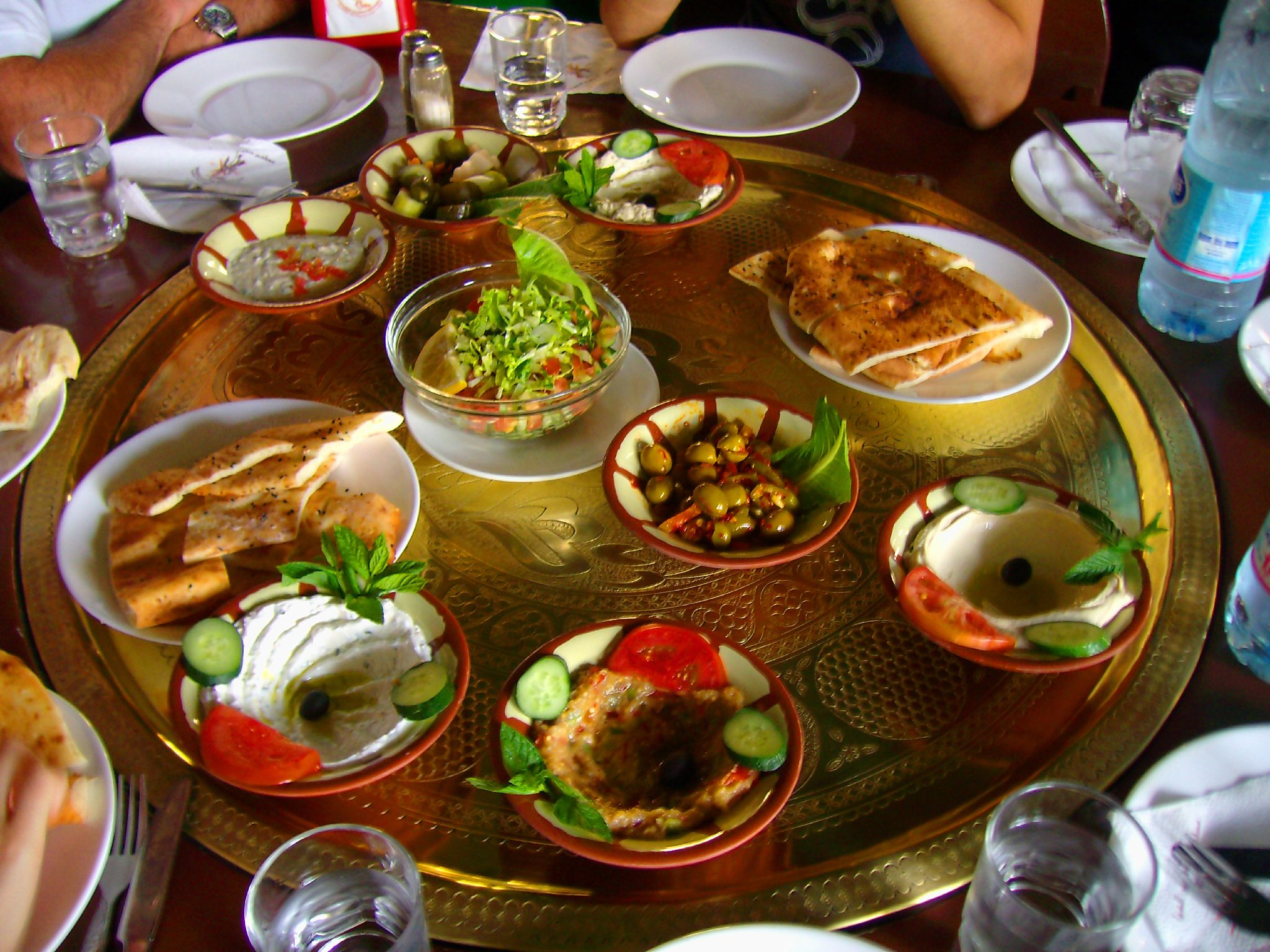
abondance et profusion de mézès (Jordanie)

#### Faste et profusion
Recettes abondement condimentées, épicées d'aromates venus du bout du monde, objet de cuissons multiples et complexes, diversité des variantes de recettes, le livre décrit la profusion des plats et des gouts des tables califales. C'est par ce livre que nous connaissons les recettes d'Ibrahim ibn al-Mahdî (779-839), demi-frère d'Hâroun ar-Rashid, fils de calife qui passait son temps dans sa cuisine avec Bad'a sa compagne, il évoque « l'âge d'or abbasside, son faste ostentatoire et l'extravagance des califes gastronomes » (Lilia Zaouali p. 18),.
L'encyclopédisme gastronomique est une seconde constante de cette cuisine qui se perpétuera jusqu'à l'Anonyme Andalou et jusqu'aux tables moyen-orientales actuelles.

#### Premières recettes arabes des pâtisseries

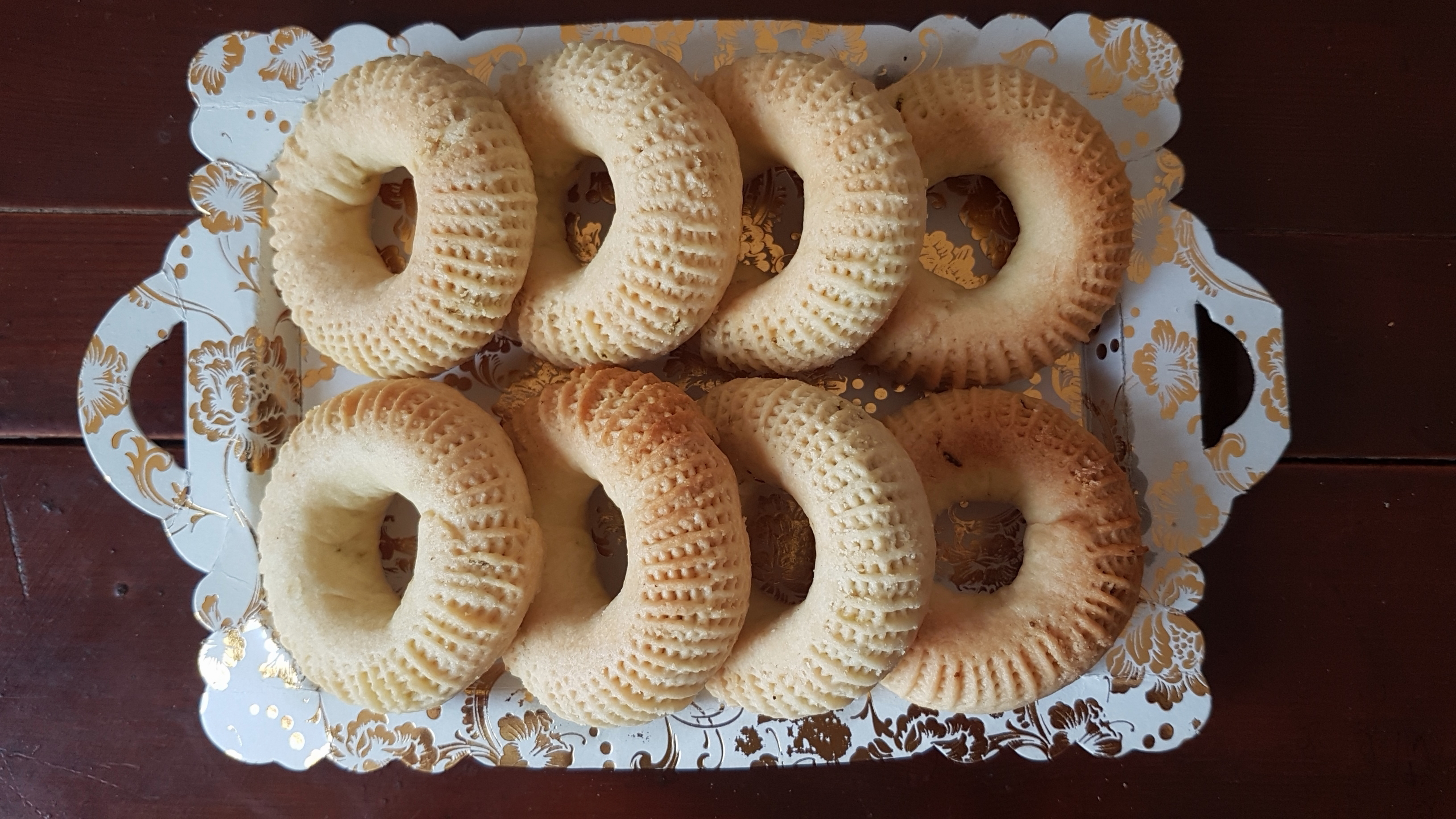
Kaak, pâtisserie de la cuisine arabe

Mohamed Oubahli (2008) note que c’est de ce livre que datent les premières recettes arabes connues de pâtisseries zallabiya. Ibn Sayyar al-Warraq, leur consacre un chapitre de cinq recettes, dont le titre général distingue deux genres : les simples sawadhidj (pâte non levée frite en forme d'anneau, de galette, de bâtonnet, de doigt...) et les grillagées (en forme de grille) mushabbakat (pâte coulante levée frite). Les zallabiya cuites au four sont données plus tardivement (XIIe et XIIIe siècles) par l’Anonyme Andalou et d’Ibn Razin al-Tudjibi (1227-1293).

### Recettes caractéristiques

#### Nabîdh zabîbîou vin de raisin sec
« Prendre 50 livres de raisin sec (zabîb) et 30 de miel d'abeille écumé. Mettre 15 livres d'eau à bouillir avec le miel. Après ébullition ajouter les raisins secs et 20 livres d'eau, porter à nouveau à ébullition. Filtrer pour éliminer les pépins de raisin, ajoute 5 dirhams de safran, 5 de nard, 3 de macis, 1 dâniq de musc. Mettre en bouteille de verre conservées 40 jours à l'ombre. C'est une merveille ». LL142.
Sabah El Herch Moumni (2017) montre que des vins et boissons fermentées dont le vin de la vigne (jamr) sont consommées par certaines catégories privilégiés de la société, bien qu'il soit interdit par la scholastique du Coran.

#### ʿUjjablanche
ʿUjja est généralement traduit par omelette même si au sens strict une omelette est cuite dans une poêle qui n'existe pas à l'époque, l'ʿujja donnée ici est plus proche d'œufs brouillés que d'une omelette. Cette recette donne une idée de la richesse des condiments et garniture, à noter qu'elle n'est pas salée mais vinaigrée.
« Hacher et faire revenir dans un peu d'huile de la coriandre fraiche, des poireaux, des oignons. Assaisonner de murri et de vinaigre, une cuillerée de chaque. Casser 6 œufs, les saupoudrer de poivre et de feuilles de rue puis battre le tout sur le feu dans le pot de cuisson (avec la garniture ?). Quand c'est cuit retourner l'ʿujja dans l'écuelle de service » LL87.

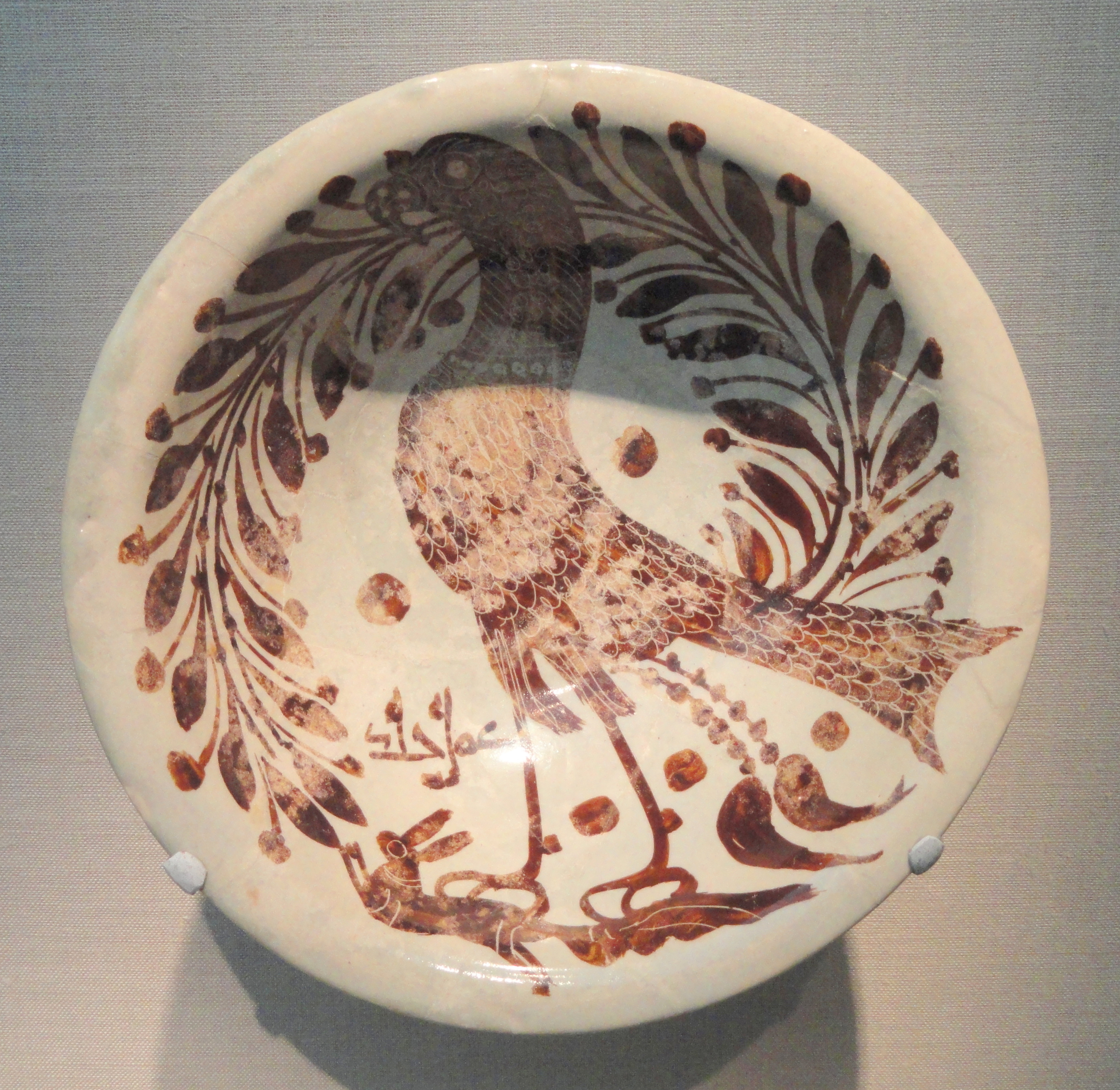
Plat creux abbasside de l'époque d'Ibn Sayyar al-Warraq - Freer Gallery of Art, Washington

#### Sibâgh li-Ibn al Mahdï(sauce à la grenade)
Les Sibâgh sont des sauces aigres-douces aromatisées typiques qui remontent à l'antiquité. La recette de la sauce est celle d'un narsharab sophistiqué qui normalement est réduit de 80% par cuisson - curieusement pour une telle quantité de jus et de murri  l'auteur ne parle pas de cette cuisson sans doute implicite. La recette est attribuée au calife gastronome Ibrahim Ibn al-Mahdî, autorité incontestée.
« Ebouillanter, vider, laver une poularde. Prendre 5 grenades acides et 5 douces, extraire le jus dans un pot et ajouter une uqiyya (23 g) de vieux murri. Enduire la poule d'huile, de sel doux, de thym, la cuire à la broche. Prélever la graisse au fur et à mesure de la cuisson et la mélanger au jus de grenade aromatisé. Piler 20 noix puis les mettre dans la sauce et bien mélanger. On mange la poule avec ce sibâgh, c'est délicieux, vraiment bon, merveilleux. Ce plat est à la mode ». LL112.

## Voir également

### Auteurs et livres de cuisine du Moyen Âge arabe
Les sources citent une quarantaine de livres de cuisine arabe médiévale. Seuls nous sont parvenus (entre parenthèse le no   d'ordre chez Daniel L. Newman (2020) suivi du nombre de recettes):
- IXe siècle, Bagdad, Kitab al-Tabikh de Ibrahim ibn al-Mahdî
- Xe siècle, Bagdad, Kitab al-Tabikh de Ibn Sayyar al-Warraq (1 - 615),
- XIIIe siècle, Bagdad, Kitab al-Tabikh de Muhammad bin Hasan al-Baghdadi (2 - 161),
- XIIIe siècle, Le Caire, Kitab al Waslat, traditionnellement attribué à Ibn al-Adim (3- 635),
- XIIIe siècle, Al-Andalus, Kitab al-Tabikh Anonyme Andalou, livre et auteur (4 - 528 chez J-M Laurent)
- XIIIe siècle, Al-Andalus, Fudalat al-Khiwan de Ibn Razin al-Tuyibi (5 - 468)
- XIVe siècle, Le Caire, Kanz al-fawāʾid, auteur inconnu (6 - 780)
- XVe siècle, Damas, Kitâb al-tibâkha, attribué à Ibn al-Mabrad ou Mubarrad (9 - 44)
- XVe siècle, Le Caire, Kitāb Zahr al-ḥadīqa fī l-aṭʿima al-anīqa, Ibn Mubārak Shāh (10 - 330)